# 方攸績
方攸績（？—？），字君謙，號瞻厓，福建興化府莆田縣人，民籍，明朝政治人物。

## 生平
嘉靖三十一年（1552年）壬子科福建鄉試第七十七名舉人，三十二年（1553年）聯捷癸丑科會試第三百五十九名，三甲第二百四十三名進士。工部觀政，授行人司行人，三十六年八月選授廣西道試御史，三十七年二月實授。歷官安慶府知府、江西按察司副使。隆慶二年（1568年）七月升江西左參政，四年七月升四川按察使，五年正月升四川右布政使，萬曆初調山東左布政使，六年（1578年）八月吏科給事中李實疏劾福建、山東、雲南左布政使劉侃、方攸績、方良曙三臣或物議漸彰，或筋力衰敝，乞將分別處治，方攸績被令致仕。

## 家族
曾祖方朝深，贈通議大夫都察院右副都御史；祖父方良永，資善大夫南京刑部尚書 諡簡肅；父方重恩，母陳氏。兄方夢升（生員）、方叔猷（舉人）、方攸塈、方攸躋（南京戶部員外郎）、方攸寧、方攸宜、方攸居、方攸敘、方攸同（生員）、方攸賓（生員）、方天祚，弟方攸嘉（生員）、方天倚、方攸訓、方攸箴、方天佐。